# أليخاندرو فيغيروا (لاعب كرة قدم)
أليخاندرو فيغيروا (بالإسبانية: Alejandro Figueroa)‏ هو مدرب كرة قدم ولاعب كرة قدم تشيلي، ولد في 11 مايو 1980. لعب مع هواتشيباتو.

## وصلات خارجية
- أليخاندرو فيغيروا على موقع قاعدة بيانات كرة القدم.إي يو (الإنجليزية)
- أليخاندرو فيغيروا على موقع Soccerway.com (الإنجليزية)